# Nový Vojířov
Nový Vojířov (dříve Peršlák, německy Böhmisch Bernschlag) je vesnice, část města Nová Bystřice v okrese Jindřichův Hradec v Jihočeském kraji. Nachází se asi čtyři kilometry západně od Nové Bystřice. Nový Vojířov je také název katastrálního území o rozloze 6,08 km².

## Historie
První písemná zmínka o vesnici pochází z roku 1334. V letech 1938 až 1945 byl Peršlák (v důsledku uzavření Mnichovské dohody) přičleněn k nacistickému Německu.

## Obyvatelstvo
| Rok            | 1869 | 1880 | 1890 | 1900 | 1910 | 1921 | 1930 | 1950 | 1961 | 1970 | 1980 | 1991 | 2001 | 2011 | 2021 |
| -------------- | ---- | ---- | ---- | ---- | ---- | ---- | ---- | ---- | ---- | ---- | ---- | ---- | ---- | ---- | ---- |
| Počet obyvatel | 492  | 517  | 447  | 449  | 453  | 449  | 425  | 232  | 153  | 136  | 102  | 41   | 56   | 48   | 59   |
| Počet domů     | 68   | 72   | 73   | 74   | 76   | 81   | 87   | 68   | 39   | 36   | 32   | 42   | 52   | 56   | 63   |

## Obecní správa
Při sčítání lidu v letech 1850–1971 Nový Vojířov byl samostatnou obcí v okrese Jindřichův Hradec. Od 26. listopadu 1971 je částí města Nová Bystřice v okrese Jindřichův Hradec, kdy se konaly městské volby.

## Pamětihodnosti
- Ve vsi stojí kostel svatých Andělů strážných.
- Podél severozápadní hranice katastrálního území protéká Koštěnický potok, jehož niva je v tomto úseku chráněna jako přírodní památka Koštěnický potok.